# Катастрофа Ту-134 под Сыктывкаром
Катастрофа Ту-134 под Сыктывкаром — крупная авиационная катастрофа, произошедшая в среду 2 июля 1986 года. Авиалайнер Ту-134АК предприятия «Аэрофлот» выполнял регулярный внутренний рейс SU-2306 по маршруту Воркута — Сыктывкар — Москва, но через 32 минуты после вылета из Сыктывкара совершил вынужденную посадку в лес в 75 километрах от аэропорта Сыктывкара из-за пожара на борту. Во время посадки самолёт разрушился на три части, из находившихся на его борту 92 человек (86 пассажиров и 6 членов экипажа) погибли 54.

## Самолёт
Ту-134АК (регистрационный номер СССР-65120, заводской 60482, серийный 46-09) был выпущен заводом ХГАПП 24 июня 1978 года и был передан МГА СССР, которое 3 июля того же года направило его в 235-й Отдельный Правительственный авиаотряд. 21 мая 1981 года лайнер был переведён в Сыктывкарский ОАО Коми Управления гражданской авиации. Оснащён двумя турбореактивными двигателями Д-30 Пермского моторного завода. На день катастрофы совершил 7989 циклов «взлёт-посадка» и налетал 13 988 часов.

## Экипаж
Самолётом управлял экипаж из 75-го лётного отряда, его состав был таким:
- Командир воздушного судна (КВС) — Владимир Фёдорович Дубровский.
- Второй пилот — Дмитрий Денисович Кулешов.
- Штурман — Александр Яковлевич Дмитриев.
- Бортмеханик — Садырбек Иманалиевич Шамырканов.

В салоне самолёта работали бортпроводники Е. Е. Казаков и В. В. Кучаева.

## Катастрофа
Ту-134АК борт СССР-65120 выполнял рейс SU-2306 из Воркуты в Москву с промежуточной посадкой в Сыктывкаре.
В аэропорту Воркуты весь багаж был загружен в заднее багажное отделение, при этом его досмотр не осуществлялся, что допускалось инструкциями. Рейс 2306 без происшествий совершил перелёт из Воркуты в Сыктывкар. В аэропорту Сыктывкара на борт лайнера сели ещё 5 пассажиров, в том числе 2 гражданина Болгарии (они работали лесорубами); всего на борту теперь находились 86 пассажиров (67 взрослых и 19 детей). В 09:55 MSK рейс 2306 вылетел из Сыктывкара и начал набор высоты.
В 10:05 лайнер находился на высоте 5600 метров и примерно в 90 километрах от Сыктывкара, когда сработала сигнализация «ДЫМ В ЗАДНЕМ БАГАЖНИКЕ». Тогда, чтобы убедиться в наличии пожара, командир отправил бортмеханика, который вскоре вернулся и доложил о наличии возгорания и задымления в заднем багажном отделении. Однако КВС не поверил и в нарушение инструкций не стал сообщать диспетчеру о пожаре, включать сигнал бедствия и приступать к экстренному снижению, а вместо этого в 10:09:30 лично пошёл в хвостовую часть самолёта вместе с бортмехаником. Когда в 10:10:46 они вернулись обратно в кабину, самолёт уже успел подняться до высоты 6700 метров и находился в 140 километрах от Сыктывкара, что с учётом задержки около 4 минут с момента сигнала о пожаре значительно осложнило дальнейшую ситуацию. КВС велел второму пилоту и бортмеханику ликвидировать пожар, а сам остался в кабине вместе со штурманом и приступил к экстренному снижению с левым разворотом по направлению к Сыктывкару; в 10:11:11 он доложил диспетчеру о пожаре на борту.
Лайнер снижался в среднем с приборной скоростью около 500 км/ч и с вертикальной 19 м/с до высоты 1000 метров по давлению 760 мм рт. ст., при этом на высоте 5700 метров были убраны шасси. Салон в это время интенсивно наполнялся дымом, так как из-за работающих на малом газу двигателей (для уменьшения роста скорости при снижении) сильно упала интенсивность вентиляции, а на высоте 4000 метров командир в нарушение РЛЭ не стал выполнять разгерметизацию самолёта. Второй пилот и бортмеханик тем временем пытались потушить пожар, но из-за густого дыма и высокой температуры они не проникали в заднее багажное отделение, а просто наугад разрядили туда 2 из 4 имевшихся на борту огнетушителей, что никак не снизило интенсивность задымления. К тому же второй пилот и бортмеханик не использовали кислородные баллоны и дымозащитные маски. Ничего не добившись, они оба вернулись в кабину и доложили, что ликвидировать пожар не получилось.
Самолёт в это время летел на высоте 1000 метров в облаках с нижней границей 500 метров во время дождя (есть вероятность, что из-за низкой высоты и большого удаления от аэропорта экипаж потерял сигналы радионавигационного оборудования аэропорта). КВС принял решение об аварийной посадке вне аэропорта, о чём сообщил диспетчерам, а затем повторно выпустил шасси. Рейс 2306 опустился ниже облаков до высоты 300 метров, при этом его засветка на экранах радиолокатора исчезла; также прервалась радиосвязь, а связь диспетчеров с рейсом 2306 велась уже через самолёт-ретранслятор. Салон тем временем интенсивно наполнялся дымом, из-за чего у пассажиров возникли кашель, удушье и кровь из носоглотки, а ещё часть пассажиров потеряла сознание. При этом экипаж не стал переводить систему кондиционирования на режим малого газа, но с учётом того, что двигатели работали на малом режиме, она и не могла оказать влияния.
В течение 9 минут экипаж пытался найти место для посадки, но из-за низкой высоты полёта при ограниченной видимости (6 километров) им это не удалось. С учётом сильного задымления, КВС был вынужден принять решение осуществлять аварийную посадку прямо на расположенный под ними смешанный лес, не подготавливая самолёт и пассажиров к экстренной эвакуации. В 10:27:10 в 75 километрах к юго-западу (азимут 228°) от аэропорта Сыктывкара летевший по магнитному курсу 60° на высоте 23-25 метров над землёй рейс SU-2306 столкнулся с верхушками деревьев и, разрушаясь, помчался через лес; при этом сразу погиб штурман, нарушивший РЛЭ по части, что при экстренной посадке остался на своём рабочем месте. Через 195 метров от места первого удара лайнер коснулся земли, а ещё через 25 метров у него оторвало обе консоли крыла. Промчавшись по земле 145 метров (340 метров от места первого удара) разорванный на три части лайнер остановился, вытекшее из повреждённых топливных баков авиатопливо вспыхнуло и возник низовой пожар, частично уничтоживший самолёт.
Пассажиры эвакуировались самостоятельно через служебную дверь переднего багажного отделения, форточку кабины экипажа и разломы фюзеляжа, а бортпроводники тем временем помогали выбраться пилотам и бортмеханику. В условиях дождя кто-то сумел разжечь огонь, чтобы дать возможность выжившим согреться. В 13:35 место катастрофы было найдено спасательным вертолётом, а примерно в 19:00 все выжившие были эвакуированы. Всего в катастрофе погибли 54 человека — 2 члена экипажа (штурман и бортмеханик) и 52 пассажира (45 взрослых и 7 детей); причём по результатам судебно-медицинской экспертизы часть пассажиров погибла от отравления продуктами горения. Остальные 38 человек — 4 члена экипажа (КВС, второй пилот и оба бортпроводника) и 34 пассажира (22 взрослых и 12 детей) — выжили, получив травмы различной степени тяжести.

## Расследование
Возникший наземный пожар почти полностью уничтожил самолёт, что практически исключило возможность изучения обломков. В целом расследование специальной комиссии длилось 5 месяцев, при этом были проведены полсотни дополнительных исследований в разных научно-исследовательских институтах и организациях и также (для наземных испытаний) в аэропорту Еревана был сожжён Ту-134А борт СССР-65657 (был списан после аварии в Абхазской АССР 10 июля 1984 года). В ходе следствия также сменился председатель комиссии. В общей сложности материалы расследования заняли 4 тома толщиной по 6-8 сантиметров.
4 декабря 1986 года акт был подписан с особым мнением представителей МАП СССР.

 Заключение: Аварийная ситуация на самолёте возникла в наборе эшелона на высоте 5600 метров из-за пожара в заднем багажном отделении, распространившемся в его надпольном и подпольном пространстве к моменту времени, когда экипаж мог приступить к его тушению. Принятыми мерами пожар не был ликвидирован, что при интенсивном задымлении пассажирского салона привело к необходимости выполнения вынужденной посадки вне аэродрома, решение о которой было принято экипажем в конце экстренного снижения, через 9-11 минут после срабатывания сигнализации «ДЫМ В ЗАДНЕМ БАГАЖНИКЕ». Через 20 минут после срабатывания сигнализации, из-за невозможности подобрать площадку в лесистой местности, экипаж произвел вынужденную посадку на лес, что привело к разрушению самолёта и наземному пожару.
Однозначно установить причину возникновения пожара в полёте не представляется возможным из-за воздействия на конструкцию самолёта интенсивного и длительного пожара на земле.
Возможными причинами пожара могло быть возгорание запрещённого к перевозке самовоспламеняющегося вещества или жидкости в багаже пассажиров с последующим проникновением горящей жидкости в подпольное пространство или возгорание пропитанной горючей жидкостью изоляции электропроводов в подпольной части ЗБО. При возникновении и развитии аварийной ситуации экипажем допущены отклонения от требований РЛЭ в части невключения сигнала бедствия, повторной, нерегламентированной проверки очага пожара командиром ВС после доклада бортмеханика, неиспользования масок, кислородных баллонов и двух оставшихся переносных огнетушителей. Кроме этого, экипажем, в нарушение РЛЭ, система кондиционирования не была переведена на режим максимальной вентиляции в процессе экстренного снижения. Тщательный анализ действий экипажа показал, что указанные отклонения не оказали существенного влияния на исход полёта, учитывая, что подпольные отсеки багажных отделений самолётов ГА не считаются пожароопасными и не оборудуются стационарной системой пожаротушения.

В особом мнении представители МАП исключают возможность утечки гидравлической жидкости АМГ-10 или повреждения электропроводки в подпольном пространстве ЗБО и возникновения там пожара. По их заключению, загорание в ЗБО багажа могло произойти в результате самовоспламенения или воспламенения от постороннего предмета после захода в ЗБО постороннего лица или пассажира во время стоянки в а/п Сыктывкар.— 

### Альтернативные версии
Среди севших в Сыктывкаре 5 дополнительных пассажиров были 2 жителя Болгарии (вероятно, Етов Иордан Христов (болг. Етов Йордан Христов, погиб)
и Нейчев Бойко Киров (болг. Нейчев Бойко Киров, ранен)), работавших в Коми лесорубами; с собой в ручной клади они везли бензопилу «Урал». Хотя нет фактов, что во время стоянки дверь из салона в заднее багажное отделение открывалась, но эту версию невозможно и исключить, так как она находится возле туалета, а бортпроводники в это время находились впереди в районе кухни. К тому же при обследовании места катастрофы детали данной бензопилы, включая бак с остатками топлива, были обнаружены в районе заднего багажного отсека, то есть её могли туда перенести из пассажирского салона.